# Hieracium cosmiodontum
Hieracium cosmiodontum es una especie de planta con flor del género Hieracium, de la familia Asteraceae, orden Asterales.

## Distribución
Hieracium cosmiodontum se distribuye por Noruega y Suecia.

## Taxonomía
Fue descrita científicamente por Omang. Fue publicada en Nyt Mag. Naturvidensk. 41: 301 (1903).